# Pietro e Maria Botto
Pietro Botto (Biella, 1864 – Haledon, 1945) e 
Maria Boggio Botto (Biella, 14 marzo 1870 – Haledon, 11 novembre 1915) furono due sindacalisti italiani naturalizzati statunitensi, legati al sindacato Industrial Workers of the World e noti soprattutto per il loro sostegno allo sciopero dei lavoratori della seta di Paterson nel 1913.

## Biografia
Pietro Botto e la moglie Maria Boggio erano immigranti provenienti da Biella, dove si erano sposati nel 1885 ed erano vissuti prima di giungere negli Stati Uniti nel 1892 con la loro figlia, Albina.
La coppia si stabilì per quindici anni a West Hoboken (ora Union City nel New Jersey) e ebbe lì altre tre figlie: Adelia, Eva, e Olga. Misero da parte i risparmi del proprio lavoro finché non poterono permettersi di costruire una propria casa a Haledon nel 1908. La nuova casa era sufficientemente grande per ospitare tutta la famiglia e comprendeva tre camere al secondo piano da affittare per un reddito supplementare.
Pietro Botto e le sue figlie trovarono impiego come tessitori in un setificio della città, mentre Maria lavorava a casa, per la pulizia da ogni imperfezione dei prodotti finiti di seta. Durante la settimana, Maria inoltre preparava nella sua sala da pranzo pasti per gli affittuari e per i lavoratori impiegati nelle vicine aziende. Trovandosi su una collina vicina al paese e alla fermata del tram, specialmente la domenica e nei giorni festivi la "Botto House" divenne come trattoria un popolare luogo di incontro con il suo campo da bocce, i tavoli da gioco e il mangiare italiano preparato da Maria e dalle sue figlie. All'attività commerciale e ricreativa i Botto unirono un forte impegno all'educazione politica, culturale e sindacale dei lavoratori.
Durante lo sciopero indetto dai lavoratori della seta di Paterson il 25 febbraio 1913, il sindaco della città Andrew McBride si rifiutò di consentire alcun raduno degli scioperanti e minacciò di arresto i leader del sindacato Industrial Workers of the World accorsi a sostegno dello sciopero. Sollecitati da Big Bill Haywood, Pietro e Maria Botto invitarono gli organizzatori dello sciopero a tenere comizi nella loro casa nella vicina Haledon, contando sul sostegno del sindaco locale, il socialista William Brueckman. La "Botto House" divenne così il luogo di raduno domenicale dei manifestanti, dal 3 marzo fino alla fine dello sciopero nel mese di luglio. Durante questo tempo Maria teneva in ordine la casa e provvedeva all'ospitalità degli attivisti sindacali che venivano a parlare alla folla o dal balcone o davanti della casa. Oltre a Haywood, accesi comizi, in italiano, tedesco o inglese, furono tenuti anche da Upton Sinclair, Carlo Tresca, Elizabeth Gurley Flynn, Adolph Lessig e Patrick L. Quinlan. Fino 15.000-20.000 persone parteciparono ad ognuno di questi raduni domenicali.
I Botto pagarono un prezzo per questo loro impegno. Pur non essendo parte dello sciopero stesso, Pietro perse il lavoro e non riuscì più a trovare un impiego nei setifici della zona, e lo stesso accadde alla figlia Eva. Maria si ammalò e morì solo due anni dopo lo sciopero dei lavoratori della seta. Ma quanto i Botto fecero durante lo sciopero del 1913 e il loro impegno politico e sindacale prima e dopo quell'evento rimasero sempre vivi nella memoria dei lavoratori locali.
La Botto House è stata inserita fin dal 1974 sia nel New Jersey Register of Historic Places sia nel National Register of Historic Places, ed è stata designata un National Historic Landmark nel 1982, primo sito connesso con la storia degli italiani in America ad avere tale riconoscimento.
Dal 1983 la casa di Pietro e Maria Botto a Haledon è la sede del Museo del Lavoro americano (American Labor Museum), che commemora gli eventi dello sciopero del 1913 e la storia del movimento sindacale americano.